# Mason (Virginia Occidental)
Mason es un pueblo situado en el condado de Mason, Virginia Occidental, Estados Unidos. Tiene una población estimada, a mediados de 2023, de 834 habitantes.

## Geografía
La localidad está ubicada en las coordenadas 39°00′59″N 82°01′59″O / 39.01639, -82.03306 (-82.032975, -82.032975). Según la Oficina del Censo, tiene una superficie de 1.51 km² de tierra y 0.001 km² de agua.

## Demografía
Según el censo de 2020, en ese momento había 866 personas residiendo en la localidad. La densidad de población era de 573.51 hab./km². El 92.61% de los habitantes eran blancos, el 0.23% eran afroamericanos, el 0.35% eran amerindios, el 0.81% eran asiáticos, el 0.58% eran de otras razas y el 5.43% eran de una mezcla de razas. Del total de la población, el 0.92% eran hispanos o latinos de cualquier raza.